# Calcio in Colombia
Il calcio in Colombia è lo sport più popolare del paese anche se non è considerato lo sport nazionale. Questo suo successo è dovuto, in buona parte, al gran contributo mediatico, alla popolarità delle sue squadre e alla generazione di calciatori che portò la Nazionale alla partecipazione a tre coppe del mondo consecutive.
Il suo più grande risultato fu il titolo ottenuto in Copa América 2001, quando la Colombia riuscì a vincere tutte le partite non subendo alcun goal. Grazie a questa vittoria, la squadra poté partecipare alla Coppa FIFA Confederación 2003 giungendo quarta. La nazionale colombiana ha partecipato a cinque Mondiali di calcio nel 1962, 1990, 1994, 1998 e 2014, in quest'ultima riuscì ad arrivare ai quarti vincendo all'Uruguay 2-0.

## Organizzazione
Lo sport in Colombia è organizzato dal Ministero della Cultura, un ente che lo regola grazie all' Istituto Colombiano dello Sport (Coldeportes). In particolare, il calcio è diretto dalla Federazione Colombiana del Calcio (Colfútbol). Questo ente, affiliato alla Confederación sudamericana de Fútbol (Conmebol) e alla Fédération Internationale de Football Association si incarica di nominare e coordinare i campionati nazionali in tutte le categorie.
Il Colfútbol gestisce la División Mayor (Dimayor), ente che organizza i campionati professionali tra i clubs e la Division Aficionada del Futbol Colombiano (Difutbol), che organizza i tornei regionali.

## Clubs
Attualmente ci sono 18 club professionali in prima categoria ("A") e 18 nella seconda categoria ("B") per un totale di 36 club professionali in Colombia.

### Tornei maschili
- Categoría Primera A. Il Campionato di calcio professionale colombiano si disputa annualemente dal 1908 e la Categoria Primera A è considerata la principale competizione sportiva della Colombia. Il torneo è integrato da un sistema piramidale di leghe connesse dove la Primera A è la massima categoria. I club più titolati dalla Primera A sono Corporación Deportiva Club Atlético Nacional di Medellín e i Millonarios Fútbol Club di Bogotà che ne hanno conquistate 14 ognuno.
- Categoría Primera B. Dopo diversi tentativi, nel 1990 fu creata la categoria di ascesa chiamata Primera B. In quest'ultima partecipano 18 squadre, come nella Primera A. Dall'anno 2006 c'è un accesso diretto e una serie di promozioni tra il penultimo della classifica per la discesa dalla A e il supercampione della anno della B. L'ultimo campione della Primera B è stato Jaguares di Córdoba.
- Copa Colombia. La Copa si disputa annualmente dal 2008, dopo che non si è giocata per 19 anni. In totale ci sono state 9 edizioni e l'ultima fu vinta come trofeo dai Millonarios Fútbol Club per averla vinta per tre volte di seguito. Dal suo rilancio la Copa è disputata tra le squadre della Prima e dalla Seconda Divisione. Anche se i Millonarios hanno vinto più volte questa Copa i campioni vincenti sono i giocati del Deportes Tolima.
- Súper Liga. Si disputa annualmente dal 2011 tra i campioni del Torneo Apertura e Torneo Finalizacion dell'anno precedente. Il campione vigente e quello che ha vinto più volte la Superliga è Santa Fe.

#### I "Grandi rivali"
- Millonarios vs. Atlético Nacional.
- Atlético Nacional vs. América de Cali.
- Millonarios vs. América de Cali.
- Deportivo Cali vs. Millonarios (Clasico añejo).
- Millonarios vs. Junior de Barranquilla (Clásico de las regiones).
- Santa Fe vs. América de Cali (Clásico de rojos).
- Deportivo Cali vs. Atlético Nacional (Clásico de verdes).

### I "Classici"
- Clásico bogotano: Millonarios vs Independiente Santa Fe.
- Clásico vallecaucano: Deportivo Cali vs América de Cali.
- Clásico paisa: Atlético Nacional vs Independiente Medellín.
- Clásico costeño: Junior vs Unión Magdalena.
- Clásico del Oriente: Cúcuta Deportivo vs Atlético Bucaramanga.
- Clásico cafetero: Entre el Once Caldas, Deportivo Pereira y Deportes Quindío.
- Clásico del Tolima Grande: Deportes Tolima vs Atlético Huila.